# Grzegorz ze Stawiszyna
Grzegorz ze Stawiszyna (ur. w 1481 w Stawiszynie, zm. 18 maja 1540 w Krakowie) – filozof, teolog, profesor i rektor Akademii Krakowskiej.

## Życiorys
Po studiach w Akademii Krakowskiej został 1504 magistrem sztuk wyzwolonych, od 1524 wykładał na Wydziale Teologii uzyskując doktorat  w 1534. W latach 1533 i 1536 był dziekanem Wydziału Teologii, a w latach 1538–1540 rektorem uczelni. W 1520 został mianowany kanonikiem kościoła św. Anny w Krakowie a od 1536 był kustoszem kościoła św. Floriana na Kleparzu. W testamencie przeznaczył legaty dla kościoła św. Floriana i biblioteki Kolegium Większego.